# Хорхе, Эухенио
Эухенио Хорхе Лафита (исп. Eugenio Jorge Lafita; 29 марта 1933, Баракоа, Куба — 30 мая 2014, Гавана, Куба) — кубинский волейбольный тренер, один из лучших тренеров в истории мирового волейбола.

## Биография
Начал свою волейбольную карьеру в 1947 году в гимназии «Pepe Barrientos» в гаванском районе Лухано. Как игрок национальной сборной принимал участие в Панамериканских играх в Мехико (1955) и Чикаго (1959), Играх Центральной Америки и Карибского бассейна 1962 в ямайском Кингстоне и на чемпионате мира 1956 в Париже.
Его тренерская карьера началась в 1963 году с кубинской мужской юношеской сборной, когда он создал основу будущей национальной сборной, выигравшей золотую медаль на Играх Центральной Америки и Карибского бассейна 1966 в Сан-Хуане (Пуэрто-Рико).
В 1968 году возглавил женскую сборную Кубы и на протяжении 28 лет бессменно являлся её наставником. Под его началом «Карибские брюнетки» («Morenas del Caribe» — закрепившееся за командой прозвище) выросли из команды регионального уровня в лучшую женскую сборную мира, доминировавшую в 90-х годах XX века.
Под его руководством сборная Кубы дважды последовательно побеждала на Олимпийских играх (1992, 1996), дважды выигрывала чемпионаты мира (1978, 1994), трижды подряд становилась обладателем Кубка мира (1989, 1991, 1995), дважды побеждала на Гран-при (1993, 2000), один раз выигрывала Всемирный Кубок чемпионов (1993), 10 раз — чемпионат Северной, Центральной Америки и Карибского бассейна, 7 раз подряд — Панамериканские игры (1971—1995) и также 6 раз подряд — Центральноамериканские и Карибские игры (1974—1994).
В 1996 году после победы на Олимпиаде в Атланте (США) оставил пост главного тренера. В 1997—1999 руководил сборной его многолетний помощник Антонио Пердомо. В 2000 году он вошёл в тренерский штаб мужской сборной Кубы, а наставником женской национальной команды стал Луис Фелипе Кальдерон. Интересно, что пост ассистента главного тренера тогда же занял Хорхе, фактически вновь руководивший игрой сборной на протяжении последующих нескольких лет.
С 1996 года — с небольшим перерывом занимал должность председателя Федерации волейбола Кубы и член Национального олимпийского комитета страны. На чемпионате мира 2006 в Японии официально вернулся на пост главного тренера сборной, но спустя четыре месяца навсегда оставил тренерскую работу, вновь возглавив федерацию.
В 1979 году ему было присвоено звание Национальный Герой Труда Республики Куба.
В 2002 году ФИВБ официально признала Эухенио Хорхе Лафиту лучшим волейбольным тренером XX века.